# Fundação José Saramago
A Fundação José Saramago é uma instituição cultural privada com sede na Casa dos Bicos, na cidade de Lisboa, contando com uma delegação em Azinhaga, terra natal do escritor José Saramago. Constituída pelo próprio escritor em Junho de 2007, tem como objectivos a defesa e difusão da Declaração Universal dos Direitos Humanos, a promoção da cultura em Portugal e em todo o mundo e a defesa do meio ambiente.  
A Casa dos Bicos, sede da instituição desde Junho 2012, oferece uma exposição permanente dedicada à vida e obra de José Saramago, intitulada A semente e os frutos, e outras actividades culturais como apresentações de livros, representações de peças de teatro, conferências e colóquios. 
Em Tías, na ilha espanhola de Lanzarote, pode ser visitada A Casa José Saramago, residência do escritor e de Pilar del Río até 2010.